# Interferencia intencionada
La interferencia intencionada es la transmisión de señales de radiocomunicación de forma deliberada para perturbar la transmisión de otra señal de radio. A diferencia de la interferencia no intencionada, en la que se trata de transmitir la señal de forma negligente o accidental en un espectro de frecuencias que ya está siendo usado, la interferencia intencionada tiene por objetivo impedir una comunicación por radiofrecuencias alterándola o anulándola lo suficiente como para que el receptor no pueda interpretarla.
El dispositivo que permite realizar este tipo de interferencias se denomina perturbador o inhibidor, y su uso suele estar limitado a la acción policial y de seguridad autorizada.

## Terminología
A veces suele emplearse el término jamming, la traducción en inglés, para diferenciarla de la que es accidental.

## Historia
Durante la Segunda Guerra Mundial operadores terrestres trataban de confundir a pilotos enemigos mediante falsas instrucciones en sus propios lenguajes.
Las interferencias de señales radiales extranjeras ha sido empleada durante la guerra (o de tensión política) para evitar que los ciudadanos se informen de lo que dice el enemigo, sin embargo también esto ha ocasionado que los enemigos cambien de frecuencias, agreguen frecuencias adicionales y/o aumenten la potencia del transmisor

### Ejemplos
- España interfirió la emisora Radio España Independiente, Estación Pirenaica, durante varias décadas en la dictadura militar del General Francisco Franco.
- Cuba ha interferido Radio Martí, Radio República y La Voz de América, así como algunas de emisiones de WRMI, WWCR y WHRI].
- Corea del Norte interfiere las señales de Corea del Sur y viceversa tanto en radio como en televisión, aunque en esta última usan sistemas de trasmisión incompatibles entre sí (NTSC en el sur y SECAM en el norte).
- Alemania interfería durante la Segunda Guerra Mundial desde la Holanda ocupada las señales provenientes de los holandeses exiliados en Reino Unido.
- Las frecuencias de la estación iraquí "La Madre de todas las Batallas" fueron interferidas durante la Primera Guerra del Golfo Pérsico por la coalición de los Estados Unidos.
- Radio Pekín transmitía en la misma frecuencia de la Voz de China Libre en algunas de sus emisiones en español para Sudamérica.[3]
- La Unión Soviética interfirió a Deutsche Welle y en ocasiones a Radio Vaticano, Kol Yisrael y Radio Canada International.[4]
- Durante la crisis entre Colombia y Venezuela en 2015 y en 2019, Venezuela utilizó sus herramientas de interferencia de las emisoras colombianas, principalmente de la ciudad de Cúcuta. Por un corto tiempo, emisoras como Olímpica Stereo y W Radio, habría sido usurpadas por frecuencias venezolanas, de su mayoría de YVKE Mundial y una emisora llamada Latina 99.9 FM en San Antonio del Táchira.

## Métodos
Estas interferencias van encaminadas a señales radiales incómodas. Un radiotransmisor sintonizado en la misma frecuencia y modulación de la señal enemiga puede, si tiene la suficiente potencia, sobreponerse en el receptor.
Algunos de los tipos más comunes de esta interferencia son ruido aleatorio, pulso aleatorio, CW, tonos, pulsos y chispas. Esto puede detectarse sintonizando un receptor, por ejemplo la República Popular China emplea la transmisión de ópera tradicional china para interferir emisoras propagandísticas contra su régimen. La antigua URSS también empleó transmisores que interferían señales occidentales emitiendo el ruido de los generadores de diésel que proporcionaban energía a dichos transmisores.